# 笹子トンネル (中央自動車道)
笹子トンネル（ささごトンネル）は、山梨県大月市と同県甲州市の間にある、中央自動車道本線（西宮線）のトンネルである。
中央自動車道の大月JCT（山梨県大月市）‐ 勝沼IC（山梨県甲州市）間にある。全長は下り4717 m、上り4784 m（上下線ともに2車線）であり、中央自動車道では恵那山トンネルに次いで2番目に長い。

## 供用
2010年度の道路交通センサスによれば24時間交通量は上下線合わせて4万0576台。
通常時はトンネル内の制限速度が時速70kmに規制されている。
速度制限と傾斜とがあいまって、速度が低下しやすく、土日・祝日などには上り線で10km以上の長い渋滞が発生しやすい。また、東京方面に向かう上り線は小仏トンネルを先頭とする渋滞がこのトンネルまで伸びてくることもある。
かつて上り線において土日や連休の午後になると笹子トンネル手前（甲府側）で車線規制を行うことがあった。これは、トンネル内の渋滞による追突事故の危険やトンネル内部の環境悪化の懸念があったために、意図的に笹子トンネルの手前で渋滞ポイントを作ることによって、交通量を絞り込みトンネル内に渋滞を発生させない工夫であった。2003年3月16日に上野原IC‐大月IC間の上り線トンネルを片側3車線かつ勾配を抑制した新ルートに切り替えたため、中野トンネルを先頭とする渋滞は解消し、これらの措置は行われなくなった。
トンネル内ではAMラジオ放送の再送信をしている。

## 構造
全長
下り 4717 m、上り 4784 m（上下線ともに2車線）
換気方式
かつては、延長4kmを越える長大トンネルであることから横流換気方式を用いて、トンネル上部を天井板と隔壁板で2つに仕切って送気・排気ダクトを設けていた。天井板と隔壁板を構成するコンクリート板（PC板）には大中小があり、最大は約5×1.2メートル、重量1.7トンである。後述の天井板落下事故発生後は、天井板と隔壁板を撤去しジェットファンを設置した縦流換気方式を採用している。
排気ガスの増加によるトンネル内部の空気環境悪化を防止するため、最大で2%の勾配が設けられている。
このトンネルの施工会社のうちの1社である飛島建設のホームページによると、トンネルの途中には200mにわたる破砕帯が存在し、トンネル工事の際には粘土化した地山と毎分6トンの湧水があったとされている。供用開始前の1976年11月には、会計検査院によってトンネル建設施工時の監督が不適切だった為に強度不足の場所がある、という指摘を旧公団（JH）が受けていた。

## 歴史

### 年表
- 1972年（昭和47年） - 工事着工[9]。
- 1975年（昭和50年） - 完成。施工は大成建設と大林組の共同企業体[10]
- 1977年（昭和52年）12月20日 - 供用開始[1]
- 2005年（平成17年）10月1日 - 日本道路公団民営化、中日本高速道路株式会社に継承
- 2012年（平成24年）
  - 12月2日 - 上り線の東京寄りの場所で、天井が崩落する事故が発生。同日通行止めに[11]。詳細は笹子トンネル天井板落下事故を参照。
  - 12月3日 - 上り線崩落事故を受けて、下り線トンネルの緊急点検を実施。
  - 12月9日 - 下り線トンネルで天井板のボルトやナットに緩みが見つかる。同日に下り線トンネルの天井板を台車を使って取り除く工事を開始。
  - 12月29日 - 下り線トンネルを対面通行化、仮復旧[12]。
- 2013年（平成25年）2月8日 - 上り線トンネルが完全復旧、対面通行解除。
- 2015年（平成27年）
  - 9月6日 -    下り線トンネルに残る天井板一部を撤去するなどの工事開始[13][14]
  - 12月1日 - トンネルの入口に信号機を設置。信号機がある高速道路のトンネルは山梨県内で初めて[15]。二次的事故を防ぐ目的があり、通常時は青が点灯、片側通行だと黄色が点滅、全面通行止めになると赤が点灯する[16]。

### 天井板落下事故
2012年12月2日午前8時5分頃（JST）、上り線トンネルの大月市側出口から1508m付近でトンネルの天井板であるコンクリート板およそ345枚（中壁を含む）が138mにわたってV字型に折り重なるように崩れ落ちた。現場を走行中であった自動車3台が落下した天井板の下敷きとなり死者9名、重軽傷者2名の事故となった。
中日本高速道路株式会社（NEXCO中日本）は、1年に一度は定期点検を行い、5年に1度は詳細点検を行っているとしていたが、2000年に行われた点検以降は打音検査すらしていなかったということが、山梨県警によるNEXCO中日本本社への家宅捜索による押収資料から発覚している。尚、崩落事故発生後にNEXCO中日本は過去の笹子トンネルの安全検査について、説明を二転三転させており一部からは批判が出ている。
2019年（平成31年）4月13日 - 笹子トンネル東坑口（下り線）付近と初狩パーキングエリア（下り線）に、犠牲者を悼む慰霊碑が完成した。

## 隣
E20 中央自動車道
(10)大月IC/(11)大月JCT - 初狩PA - 笹子トンネル - (12)勝沼IC

## 画像

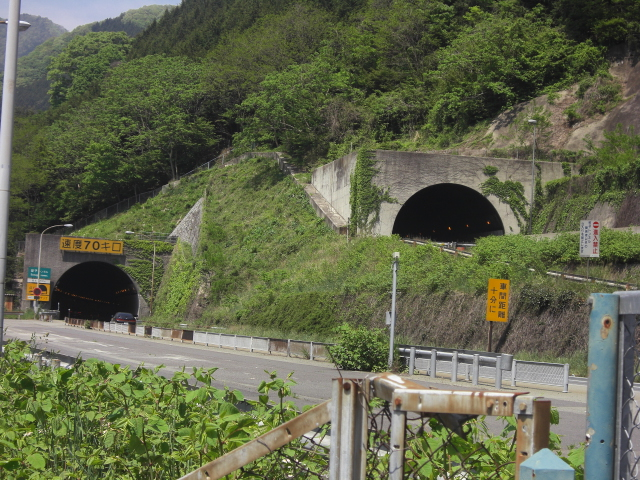
大月市側より上り線（右）と下り線（左）の出入口（2009年5月10日）
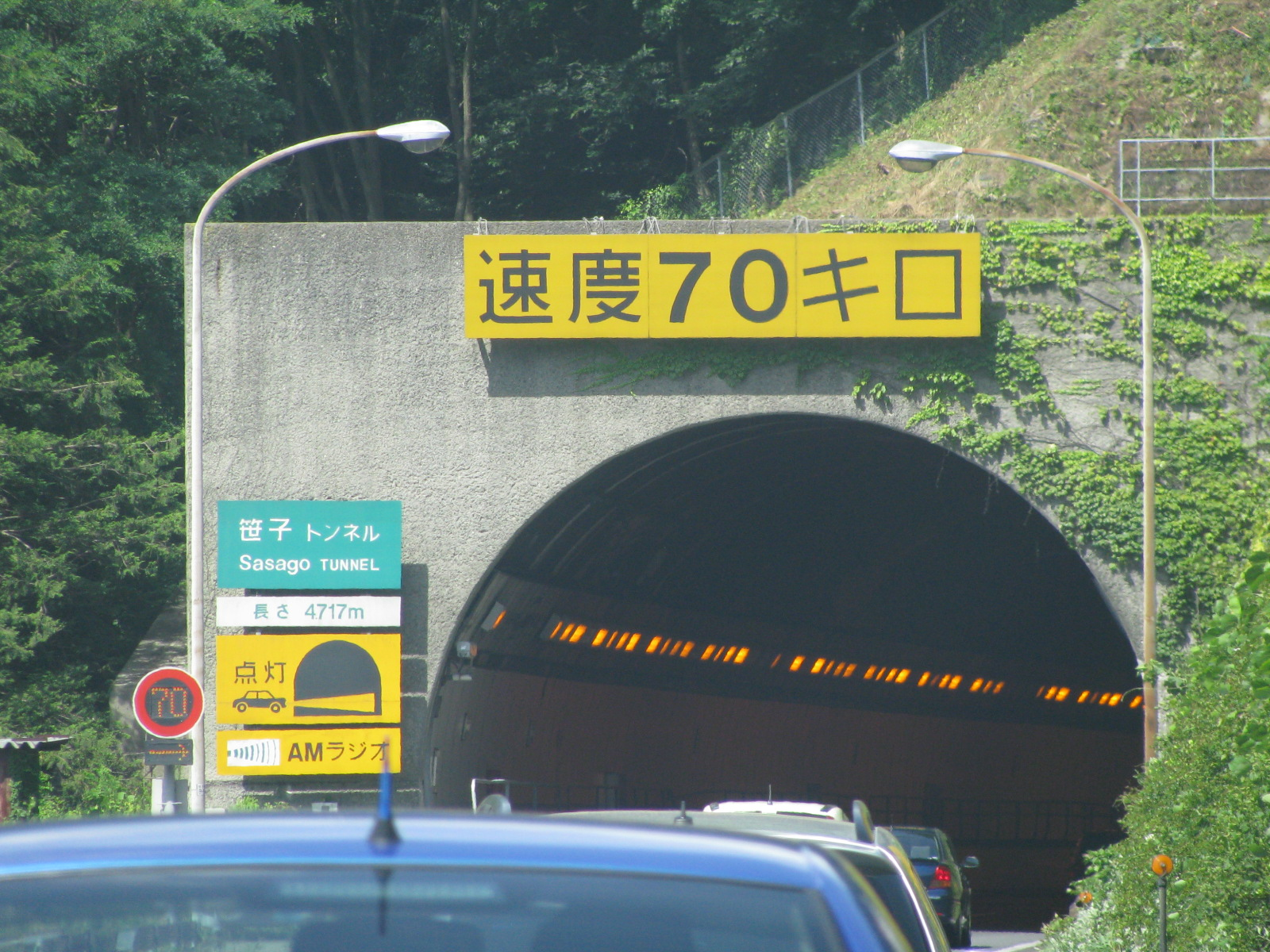
大月市側より下り入口（2008年8月15日）
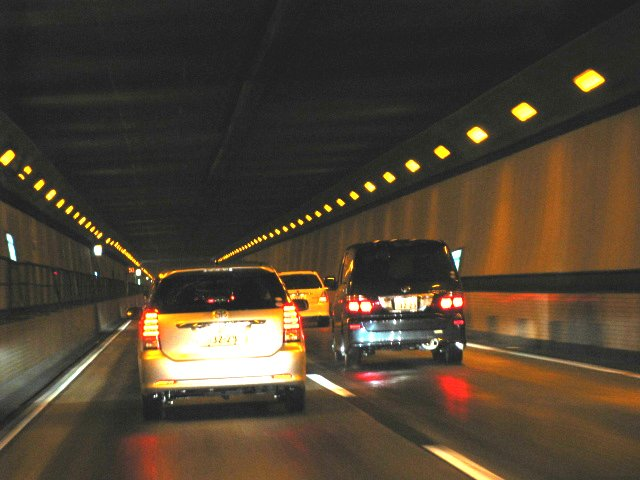
中央道上りトンネル内部（2009年5月5日）
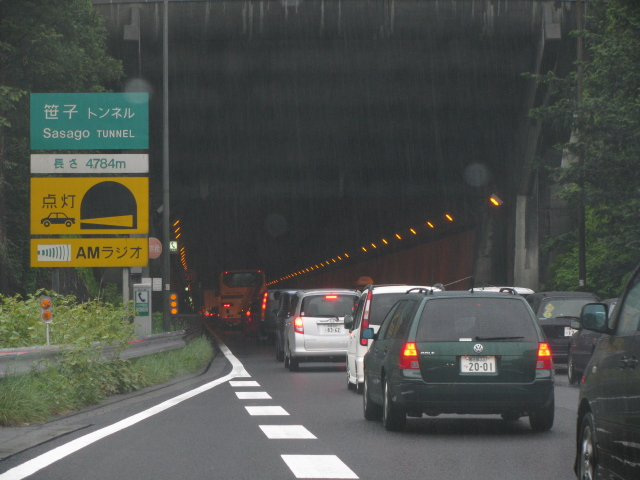
甲州市側より上り入口（2009年5月5日）
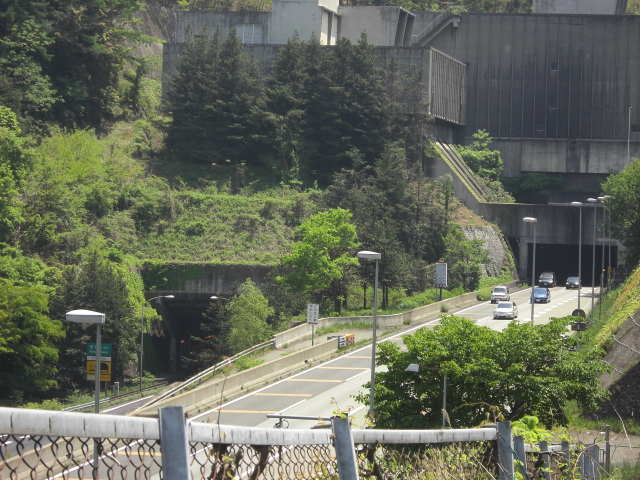
甲州市側より上り線（左）と下り線（右）の出入口（2009年5月10日）
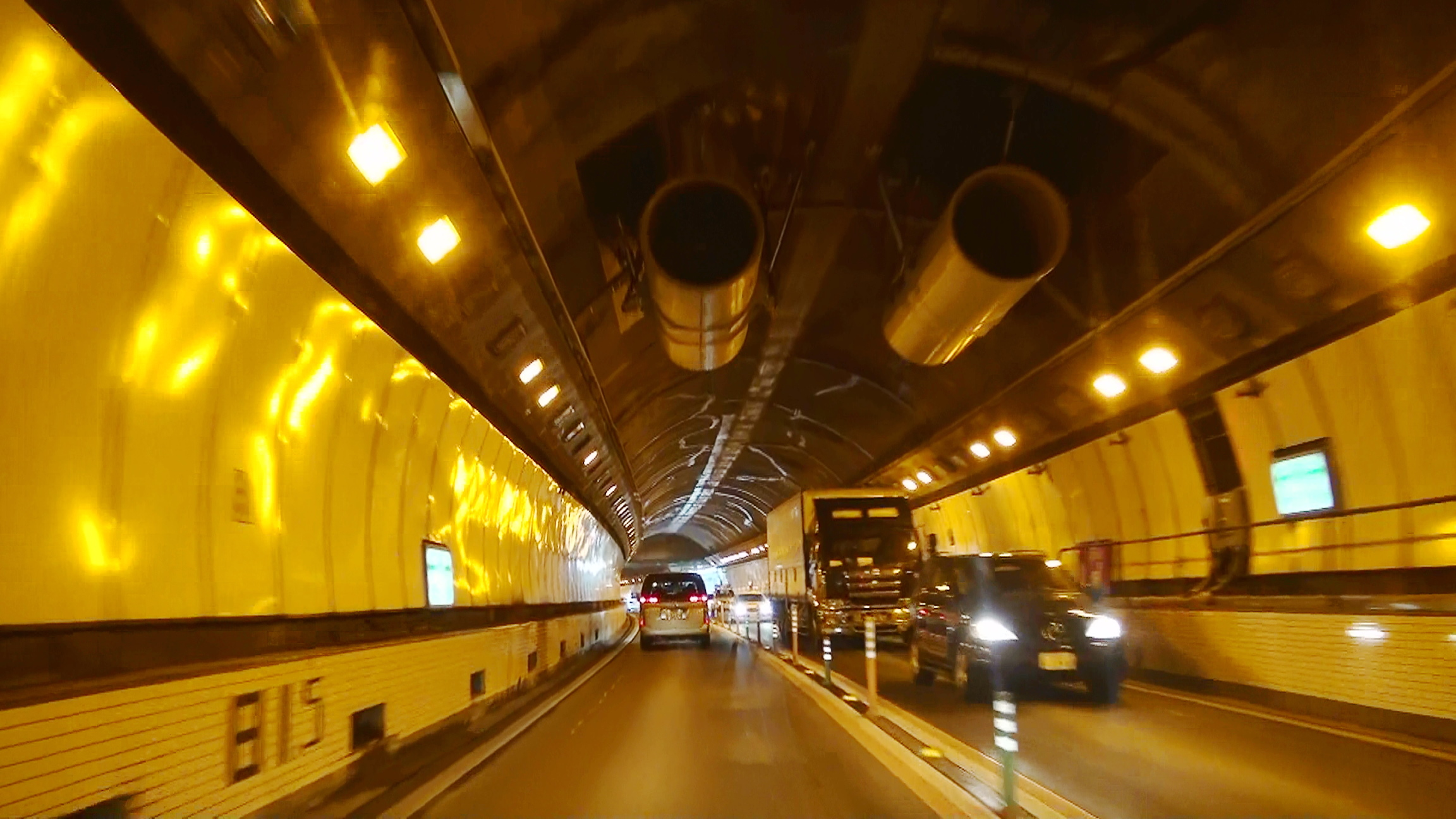
対面通行で仮復旧した下りトンネル内部（2012年12月31日）